# Río Carrizal
El río Carrizal o río Tosagua es un flujo de agua ecuatoriano, llamado así en la época colonial, nace en el centro oriente de la provincia de Manabí, en medio de tabladas, donde los árboles ocultan sus formas, revistiendo a los cerros y las lomas, que variará de acuerdo a las circunstancias.

## Corriente
Es un cuerpo de agua corriente en movimiento a un nivel inferior en un canal en tierra.

## Clima
Es cálido seco, con temperaturas de 25 °C.

## Importancia
El río Carrizal en la mayor cuenca hidrográfica de la provincia de Manabí y uno de los principales elementos orográficos de Tosagua en cuyas riberas son las planicies más grandes y productivas de la región.
El río Carrizal nace en las montañas del Cantón Bolívar, extendiéndose por todo el territorio del cantón Tosagua,  recorre de sureste a noreste, recibe la influencia de las aguas del río Canuto y se convierte en la mayor cuenca hidrográfica de la provincia, que desemboca en el Cantón Sucre.
El río Carrizal funciona como un estabilizador natural para los humedales de La Sabana y La Segua (la Sabana - San Antonio - Larrea), siendo el aporte vital para que los humedales cuenten con el recurso hidrográfico que garantice su caudal y por ende la biodiversidad que en ellos se sustenta.

## Coordenadas
Sus coordenadas son 1° 55' 0" S y 79° 31' 0" W 

## Otros nombres
También se conoce como Chagui Chiquito, Chagüi Chiquito, río Amarillo, río Carrizal, río Chugui Chiquito, río Amarillo, río Carrizal o río Chugui Chiquito.